# Kairós

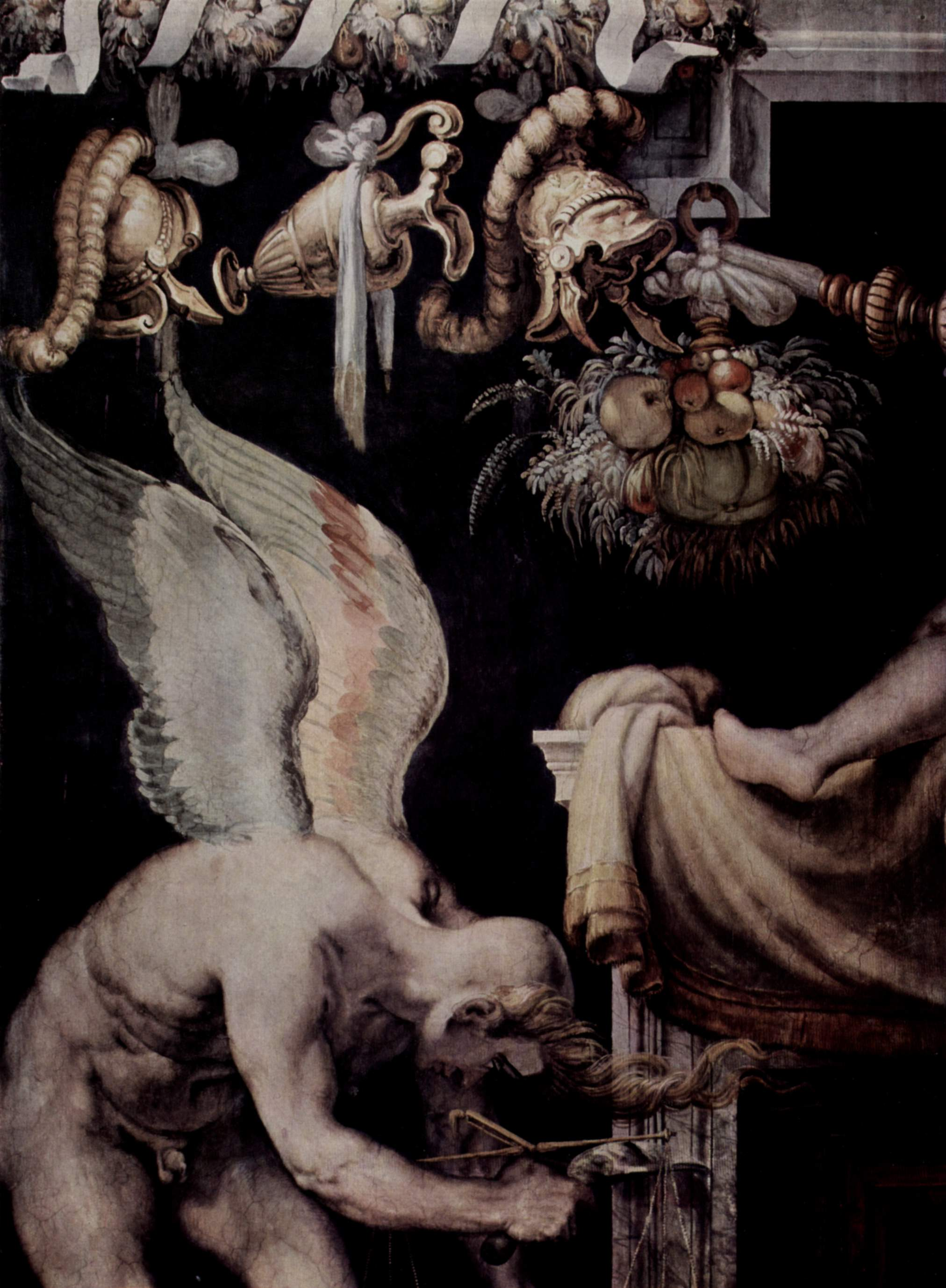
Detalle de un fresco de Francesco Salviati en el que se aprecia a Kairós.

Kairós o Cero (en griego Kαιρός, Kairós) es un concepto de la filosofía griega que representa un lapso indeterminado en que algo importante sucede. Su significado literal es «momento adecuado u oportuno», y en la teología cristiana se lo asocia con el «tiempo de Dios». La principal diferencia con Tiempo o Crono (en griego antiguo, χρόνος, chrónos) es que, mientras Kairós es de naturaleza cualitativa, Cronos es cuantitativo. Como dios, Kairós era semidesconocido, mientras que Cronos era la divinidad por excelencia de la época, siendo a veces asociado como el hermano y otras como el hijo de Tiempo.
| Sustantivo      | significado |
| --------------- | --- |
| καιρός (kairós) | «Momento oportuno, ocasión, coyuntura favorable, conveniencia, ventaja, tiempo, momento presente, actualidad, circunstancia». |
| χρόνος (jrónos) | «Tiempo, período, época determinada, duración de la vida, edad, época del año, demora».                                       |
| αἰών (aión)     | «Tiempo, edad, época, siglo, tiempo de vida, vida, destino, el espíritu de los tiempos»                                       |

El término utilizado en la antigüedad varía en los diferentes textos y aparece con significados ligeramente distintos. Así, Hesíodo lo define como «todo lo que es mejor que algo», y Eurípides dice que es «el mejor guía en cualquier actividad humana». Por eso, no se pueden unificar todos sus usos y el significado exacto debe extraerse del contexto en el que se emplee. Ni siquiera es siempre asociado con el tiempo, pero sí con la eficiencia y aparentemente siempre juega un papel decisivo en las situaciones imprevisibles e inusuales. En ciertos contextos es empleado para nombrar esa condición necesaria para lograr el éxito en una empresa.

## En la mitología griega
En la mitología griega, Kairós (Kαιρός) es el dios de la oportunidad, la personificación de la Ocasión (Caerus, Occasio y Tempus en latín). Habitualmente es considerado el hijo divino más joven de Zeus, pero se desconoce su madre o descendencia. Kairós representa la oportunidad y trae las cosas en el momento adecuado de la manera más conveniente, incluso si es en el último segundo. Cuando surge el momento de la oportunidad, se vuelve imparable y tan poderoso que ni siquiera Zeus, el más fuerte de los dioses, puede detenerlo.
Al ser el hijo menor de Zeus (el que rechaza la tiranía de Crono y queda siendo el amo del orden cósmico que se originó), es nieto de Crono y habría vivido cuando éste ya no reinaba. Por lo tanto, él es el heredero del tiempo. Los griegos tenían dos palabras para el tiempo: chrónos y kairós. Chrónos es el tiempo  lineal, que se mide con el reloj. Kairós es el momento justo, no el tiempo cuantitativo sino el tiempo cualitativo de la ocasión, la experiencia del momento oportuno.
Varios autores dejaron constancia de la Oportunidad. Pausanias escribió que en la entrada al estadio de Olimpia había dos estatuas, una dedicada a Hermes de los Juegos y otra a Kairós. A. Fairbanks (traductor de Calístrato) sugiere que si se pensara en otras semejanzas entre la Oportunidad y Hermes, deberíamos hacernos la siguiente pregunta: "¿Qué hace al ladrón?" Porque así como se considera a Hermes el protector de los ladrones, a la Oportunidad se le llama su creadora. Convencidos de que Kairós tiene una mala influencia en materia de robos, los humanos gastan recursos y esfuerzos en perfeccionar cerraduras, llaves y contraseñas, todo tipo de medidas de seguridad, con cuya ayuda esperan burlar a la Oportunidad. Pero cuando cierran algunas puertas, inevitablemente dejan otras abiertas. Y como era de esperar, el dios sigue volando tan rápido como siempre, brindando asombrosas sorpresas a todos y creando no solo ladrones, sino también amantes. Además, produce todo tipo de seres humanos que son llamados "oportunistas" debido a su capacidad para aprovechar rápidamente cualquier ventaja que el seductor Kairós parezca ofrecerles. 

Pausanias también nos dice que Ion de Quíos le compuso un himno. Esopo cuenta que Kairós representa el breve momento en el que todas las cosas son posibles. Eurípides lo llamaba «el mejor guía en cualquier actividad humana». Calímaco nos habla de una estatua de Lisipo, de hermosa manufactura, situada en el Ágora de Sición que tenía grabado el siguiente epigrama del poeta Posidipo:

¿Quién y de dónde es el escultor? De Sición.

¿Y su nombre? Lisipo.

¿Y quién eres tú? El Tiempo que somete todas las cosas.

¿Por qué vas de puntillas? Voy corriendo por la eternidad.

¿Y por qué tienes un par de alas en tus pies? Vuelo con el viento.

¿Y por qué portas una navaja en tu mano derecha? Como advertencia para los hombres de que soy más afilado que cualquier filo.

¿Y por qué el cabello te cae sobre el rostro? Para que aquel que me encuentre me tome por el flequillo.

¿Y por qué, en nombre del Cielo, tienes la nuca calva? Porque nadie al que adelante con mis pies alados, podrá, aunque lo desee, agarrarme por detrás.
 
¿Por qué el artista te esculpió? Por tu bien, forastero, y me colocó en la entrada como lección.
Se describía a Kairós como un dios joven y hermoso: las alas en sus pies sugerían su rapidez, y llevado por las estaciones, anda rondando por toda la eternidad. Se encuentra siempre en la flor de la juventud y su gran belleza (comparada con la del dios Dioniso) es siempre oportuna, ya que Kairós es el único artífice de la belleza, mientras que aquello cuya belleza se ha marchitado no forma parte de la naturaleza de Kairós. Tenía rizos que le caían sobre la frente, mientras que la parte posterior de su cabeza estaba rapada, solo con los primeros indicios de pelo. Esto es una metáfora que indicaba que es fácil de atrapar cuando se acerca, sin embargo, cuando ha pasado, el momento de la acción también ha expirado, y que, si se descuida la oportunidad de Kairós, no se puede recuperar. Se lo representa con un par de alas, portando una afilada navaja o una balanza desequilibrada en su mano, porque el equilibrio no es su virtud. Con pies alados, como Hermes, esta divinidad rápida que va y viene, une dos mundos en un solo momento.

## En la retórica
El concepto era fundamental para los sofistas, que hacían hincapié en la capacidad de la retórica para adaptarse y aprovechar las circunstancias cambiantes y contingentes. En este sentido, kairós es «el momento adecuado para hacer algo». Así, en Panatenaicus, Isócrates escribe que «las personas educadas son aquellas que manejan bien las circunstancias que enfrentan día a día, que poseen el juicio que es preciso en ocasiones especiales o reuniones que puedan surgir, y rara vez pierden el curso oportuno de la acción».
Aristóteles también lo valora, para él representa «el momento y contexto adecuado en el que la prueba debe entregarse». Esta prueba lógica es el argumento usado por los oradores de la antigua Grecia para persuadir en el arte de la política y la ciudadanía, y así hacerse un lugar en la administración de la polis. En este ámbito, el kairós acompaña a otros elementos contextuales de la retórica: al público, en el que es el maquillaje psicológico y emocional de los que van a recibir la prueba; y al Prepon, en el que es «el estilo con el que el orador viste su prueba».
En la Antigua Grecia, kairos era empleado por las dos escuelas principales de la retórica: la sofista y, su contraparte, la de algunos individuos como Aristóteles y Platón. Los sofistas veían la retórica como una forma de arte. Algunos miembros de esta escuela viajaban a través de Grecia enseñando a los ciudadanos el arte de la retórica y del discurso exitoso. En este sentido, la retórica es comprendida como el arte de escoger en el momento oportuno, lo más apropiado, para sugerir lo que es posible. Aristóteles y Platón, por su parte, consideraban la retórica como una herramienta que se empleaba para manipular a otras personas, por eso criticaban a quienes la enseñaban.
Con lo anterior se observa que, dentro del esquema sofista de la retórica kairos está relacionado con las ideas de "el momento indicado" y de "lo posible". Estos tres elementos en combinación son la clave para una retórica exitosa. Como lo propone el autor John Poulakos "el momento indicado" está relacionado con la noción de que lo que se diga tiene que tener en cuenta tanto la audiencia como la ocasión. Por su parte, "lo posible" es aquello sobre lo que el orador está tratando de convencer a su audiencia. Kairos, en el contexto sofista está basado en la idea de que el discurso debe suceder en un tiempo determinado de tal forma que sea lo más efectivo posible. Si un ejercicio retórico busca ser significativo y exitoso, debe ser presentado en el momento correcto, o de lo contrario no tendrá el mismo impacto ante su audiencia. 
Aristóteles y sus seguidores también hablan sobre la importancia de kairos en sus enseñanzas. En su Retórica, una de las formas en las que Aristóteles usa la idea de kairos es al referirse a la especificidad de cada situación retórica. Aristóteles pensaba que cada situación retórica era diferente por lo que eran necesarios diferentes aparatos retóricos a ser aplicados en diferentes momentos. Una de las partes más conocidas de la Retórica de Aristóteles es en la que se dedica a discutir sobre los roles de pathos, ethos y logos. Lo que hace en ella es vincular kairos con estos tres conceptos bajo la idea de que hay momentos, en cada situación retórica, en los que es necesario emplear uno de ellos por sobre los demás.

## En la teología cristiana

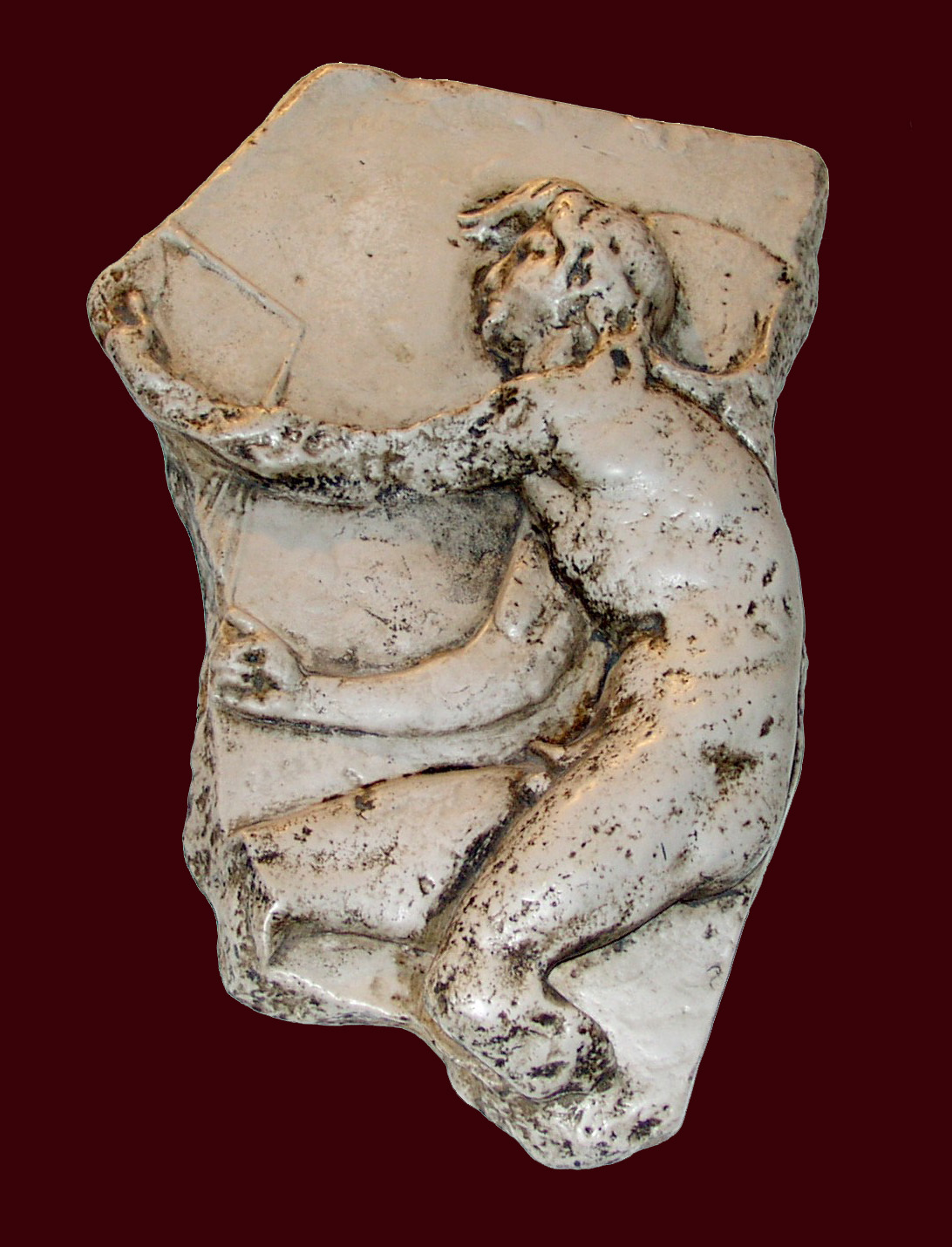
Relieve de Kairós en el claustro del monasterio de San Juan de Trogir, copia del original de Lisipo del, ubicado en El Cairo, que fue creado para la palestra de Olimpia.

El término aparece mencionado en versiones griegas del Nuevo Testamento, por ejemplo en Marcos 1:15, en donde significa «el momento señalado en el propósito de Dios», que representa el tiempo necesario para que la voluntad de Dios se cumpla. Otros significados atribuidos son:
- «En la medida justa»
- Como unidad de tiempo:
  - un momento de crisis, «la época decisiva»;
  - «el momento oportuno»;
  - un período de tiempo limitado e indeterminado;
  - lo que viene con el tiempo.

Al comienzo de la Divina Liturgia de las Iglesias católicas orientales y ortodoxa, el diácono le dice al sacerdote: «Es tiempo [kairós] para que el Señor actúe» (Kairós tou poiesai a Kyrio), lo que indica que el tiempo de la liturgia es una intersección con la eternidad.
El teólogo dialéctico Paul Tillich, en The Interpretation of History, hace un uso extensivo del término. Para él, los kairoi (plural de kairós en griego) son las crisis recurrentes de la historia, concepto acuñado por el existencialismo cristiano, que crean una oportunidad para que se demande una decisión existencial del ser humano, siendo la principal la segunda venida de Cristo. En el Documento Kairós, un ejemplo de la teología de la liberación en Sudáfrica bajo el apartheid, el término se utiliza para denotar «la hora señalada» o «el momento decisivo» del que se habla en el texto.

## Concepto moderno
Actualmente, el concepto es utilizado en diferentes ámbitos con significados variables, a veces relacionados con un espacio de tiempo y otras con un tiempo y lugar específicos.
Así, el autor estadounidense Eric Charles White lo define como «el instante fugaz en el que aparece, metafóricamente hablando, una abertura (o sea, el lugar preciso) que hay que atravesar necesariamente para alcanzar o conseguir el objetivo propuesto.». Para el filósofo francés Gilles Deleuze es «un Momento-lugar único e irrepetible que no es presente sino siempre está por llegar y siempre ya ha pasado. Que nos sobrevuela.» En el mismo sentido, el español Alejandro Corletti Estrada escribió que es «el tiempo de nuestros momentos trascendentes, de los hechos que marcan fuerte el camino personal de cada uno de nosotros, eso que algunos denominan destino, y que en determinados momentos nos hizo tomar decisiones importantes».

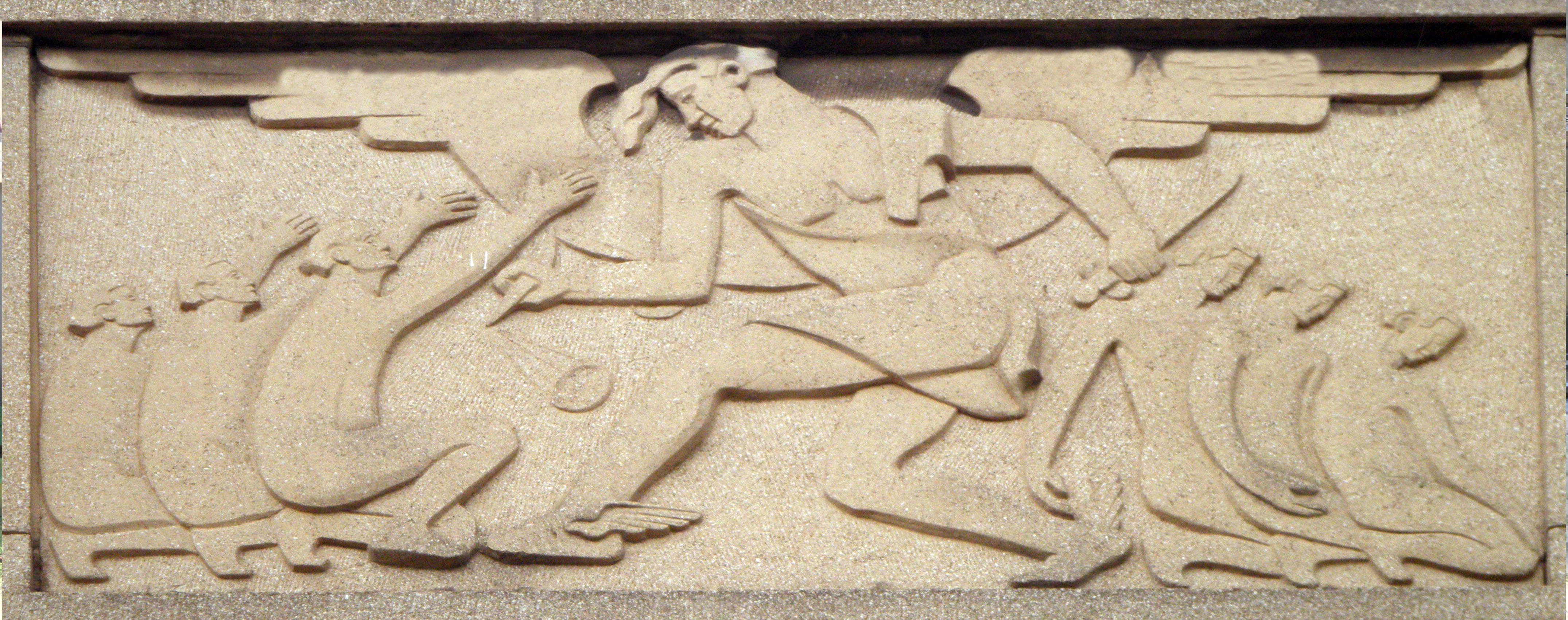
Relieve moderno de Kairos, obra del artista holandés Janny Brugman-de Vries, en el antiguo gimnasio Alexander Hegius de la Nieuwe Markt de Deventer (Países Bajos).